# Quân đoàn Cadets (Warszawa)

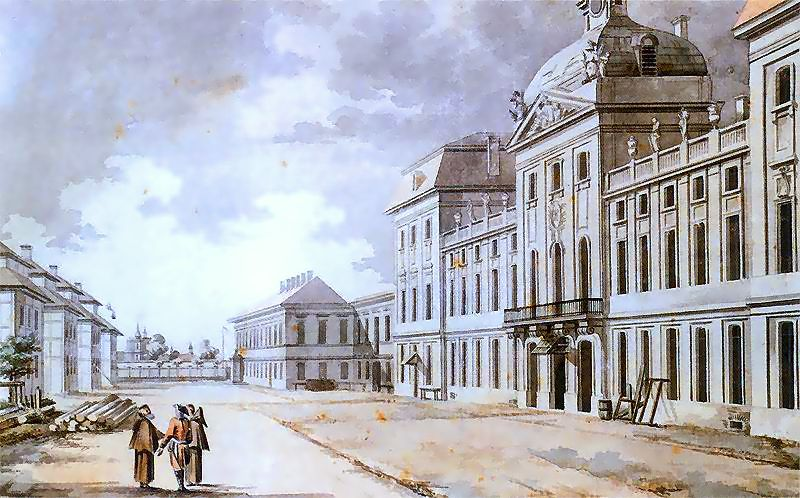
Quân đoàn Cadets, Warsaw, bởi Zygmunt Vogel

Szkoła Rycerska (tiếng Anh: School of Chivalry) Hoặc Akademia Szlachecka Korpusu Kadetów Jego Królewskiej Mości i Rzeczypospolitej (tiếng Anh: Học viện Quân đoàn của Cadets Royal His Majesty và Cộng đồng) của Nobles là trường học nhà nước đầu tiên trong Liên bang Ba Lan và Lietuva.

## Thế kỷ 18

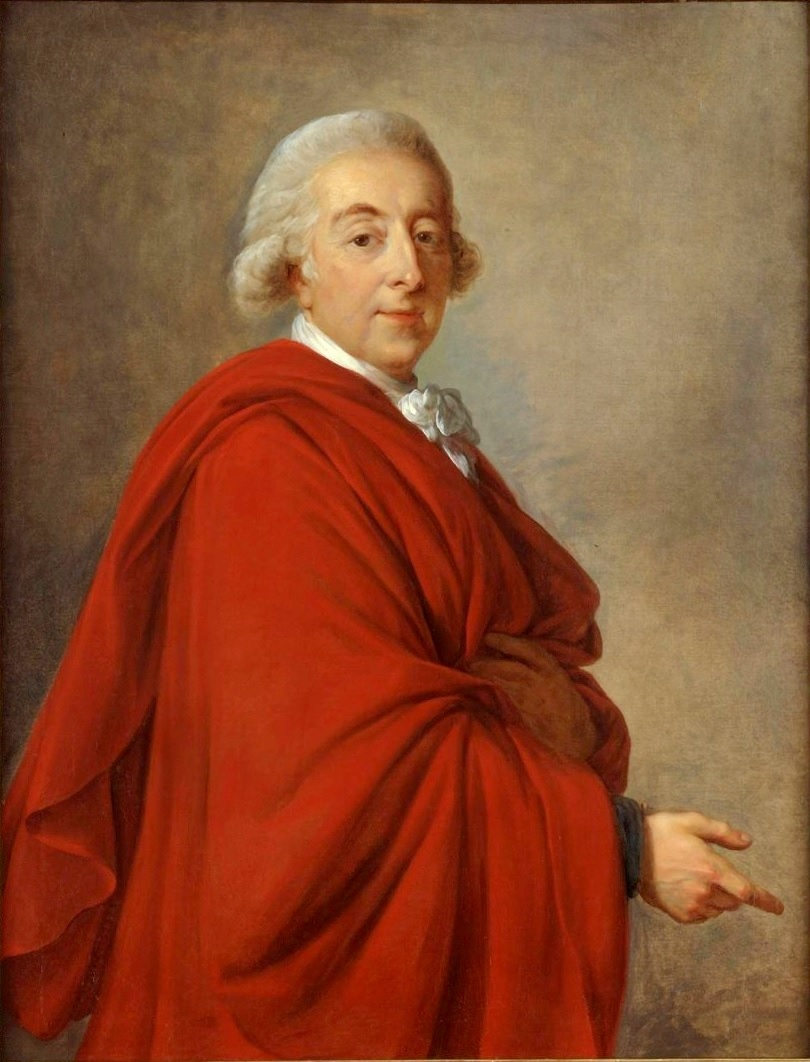
Adam Kazimierz Czartoryski, chỉ huy thế kỷ 18 của Quân đoàn Cadets

Quân đoàn nhà nước được thành lập tại Warsaw vào ngày 15 tháng 3 năm 1765 bởi vua Stanisław August Poniatowski.
Quân đoàn Cadets tập trung trong Cung điện Kazimierz (Pałac Kazimierzowski, hiệu trưởng của Đại học Warsaw). Chỉ huy của Quân đoàn là Hoàng tử Adam Kazimierz Czartoryski.
Quân đoàn Cadets đã bị đóng cửa vào năm 1795 sau cuộc đàn áp trong Cuộc nổi dậy Kościuszko, được lãnh đạo bởi một trong những cựu sinh viên đầu tiên của Quân đoàn, Tadeusz Kościuszko.
Dưới triều đại của Stanisław August Poniatowski, một số quân đoàn tư nhân cũng được thành lập bởi A. Tyzenhauz tại Grodno, K. Radziwiłł tại Nieśwież, W. Potocki tại Niemirów, A. Sułkowski tại Rydzyna.

## Liên thông
Trong giai đoạn giữa hai Thế chiến, tổ chức của Quân đoàn Cadets được hồi sinh ở Ba Lan. Ba trường trung học công lập đặt theo tên đó sẽ được thành lập: tại Kraków (sau này tại Lwów), tại Modlin (sau đó là Chełmno) và tại Rawicz.

## Sau Thế chiến II
Sau Thế chiến II, tại Cộng hòa Nhân dân Ba Lan, cho đến năm 1956, đã tồn tại ở Warsaw một Quân đoàn của Quân đoàn An ninh Nội bộ (Korpus Bezpieczeństwa Wewnętrznego).

## Hồi sinh
Công việc ban đầu của Quân đoàn được tiếp tục bởi Fundacja Szkoła Rycerska.

## Cựu sinh viên đáng chú ý

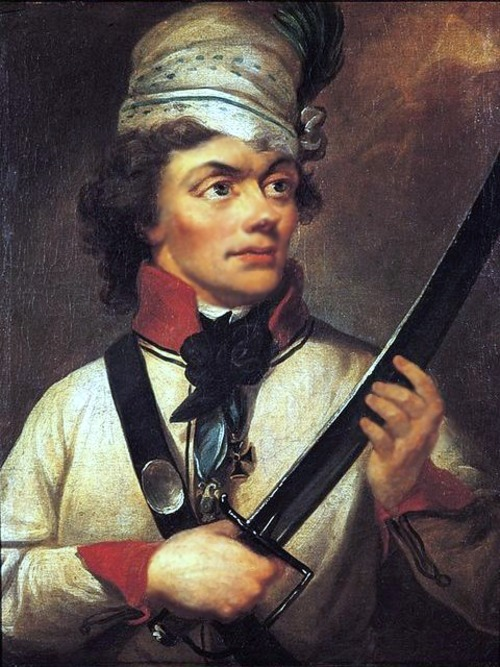
Tadeusz Kościuszko, thành viên của lớp đầu tiên của Quân đoàn và cựu sinh viên nổi tiếng nhất

- Tadeusz Kościuszko
- Jakub Jasiński
- Maurycy Hauke
- Julian Ursyn Niemcewicz
- Karol Kniaziewicz
- Yến sào Kazimierz
- Józef Sowiński
- Rajmund Rembieliński